# Цалко, Александр Валерьянович
Алекса́ндр Валерья́нович Цалко́ (род. 19 июня 1946, д. Смолеговская Наровлянского районана, Гомельской области, БССР, СССР) — советский и российский военный и политический деятель. Генерал-майор авиации в отставке. Народный депутат СССР.

## Биография
Родился в д. Смолеговская Рудня Наровлянского районана, Гомельской области
В 1963—1967 годах — курсант Черниговского высшего военного авиационного училища летчиков.
В 1967—1990 годах — служил в Вооружённых Силах СССР на различных лётных командных должностях. Был командиром 280-го отдельного вертолётного полка. В 1982—1983 годах принимал участие в войне в Афганистане.
В 1976 году окончил Военно-воздушную академию имени Ю. А. Гагарина.
В 1989—1991 годах — народный депутат СССР от Калининского национально-территориального избирательного округа № 12 РСФСР. Входил в Межрегиональную депутатскую группу.
Во время августовских событий 1991 года — активный сторонник Бориса Ельцина. Участвовал в защите Дома Советов России. После августовского путча, выступая на президиуме Верховного Совета СССР, настаивал на аресте Виктора Алксниса.
В 1990—1992 годах — заместитель председателя Государственного комитета обороны РСФСР.
Один из основателей Совета по внешней и оборонной политике, в 1992—1994 годах — председатель Коллегии СВОП.
В 1992—1994 годах — заместитель руководителя Межведомственной комиссии по социальным вопросам военнослужащих и членов их семей.
С 1995 года — председатель Межрегиональной ассоциации социальной поддержки уволенных с военной службы «Отечество».
С 1997 года — председатель Совета межрегиональной общественной организации инвалидов военной службы «Забота».

## Семья
Женат. Две дочери.

## Награды
- Орден Красного Знамени
- медаль «За отвагу на пожаре»
- медаль «За спасение утопающих»
- медаль «Защитнику свободной России»

## Критика
Был одним из участников и активных лоббистов псевдомедицинской секты Виктора Столбуна. В начале 1999 года Цалко обратился к министру обороны маршалу Сергееву с предложением о создании «научно-методической лаборатории медико-психологической коррекции». Лаборатория была создана на базе 5-го военно-клинического госпиталя ВВС, расположенного в подмосковном Красногорске, и даже включена в состав госпиталя. В лаборатории работали шарлатаны — члены секты Столбуна.

## Публицистика
- Цалко А. В. Они неугодны потому, что лечат неизлечимое // Российский дипломатический курьер. — 2001. — № 9. — С. 6. Архивировано из оригинала 20 июля 2003 года.